# Trittico Lombardo
El Trittico Lombardo es una competición ciclista profesional que se disputa en Lombardía, Italia, en el mes de agosto.
Se disputa anualmente desde 1997. El Trittico es simplemente el premio que recibe el ciclista mejor clasificado en las tres pruebas que la conforman y que se disputan en días sucesivos:
- Tres Valles Varesinos
- Coppa Agostoni
- Coppa Bernocchi

En 2020, como consecuencia de la pandemia de enfermedad por coronavirus, las tres carreras se unieron en una sola para formar el Gran Trittico Lombardo.

## Palmarés
| Año  | Tres Valles Varesinos | Coppa Agostoni        | Coppa Bernocchi    | Trittico Lombardo    |
| ---- | --------------------- | --------------------- | ------------------ | -------------------- |
| 1997 | Roberto Caruso        | Massimo Apollonio     | Gianluca Bortolami | Giovanni Lombardi    |
| 1998 | Davide Rebellin       | Andrea Tafi           | Fabio Sacchi       | Mirko Celestino      |
| 1999 | Sergio Barbero        | Massimo Donati        | Giancarlo Raimondi | Sergio Barbero       |
| 2000 | Massimo Donati        | Jan Ullrich           | Romāns Vainšteins  | Raimondas Rumsas     |
| 2001 | Mirko Celestino       | Francesco Casagrande  | Paolo Valoti       | Gianluca Tonetti     |
| 2002 | Eddy Ratti            | Laurent Jalabert      | Daniele Nardello   | Eddy Ratti           |
| 2003 | Danilo Di Luca        | Francesco Casagrande  | Sergio Barbero     | Massimo Giunti       |
| 2004 | Fabian Wegmann        | Leonardo Bertagnolli  | Angelo Furlan      | Leonardo Bertagnolli |
| 2005 | Stefano Garzelli      | Paolo Valoti          | Danilo Napolitano  | Lorenzo Bernucci     |
| 2006 | Stefano Garzelli      | Alessandro Bertolini  | Danilo Napolitano  | Andrea Tonti         |
| 2007 | Christian Murro       | Alessandro Bertolini  | Danilo Napolitano  | Alessandro Bertolini |
| 2008 | Francesco Ginanni     | Linus Gerdemann       | Stephen Cummings   | Leonardo Bertagnolli |
| 2009 | Mauro Santambrogio    | Giovanni Visconti     | Luca Paolini       | Mauro Santambrogio   |
| 2010 | Daniel Martin         | Francesco Gavazzi     | Manuel Belletti    | Francesco Gavazzi    |
| 2011 | Davide Rebellin       | Sacha Modolo          | Yauheni Hutarovich | Yauheni Hutarovich   |
| 2012 | David Veilleux        | Emanuele Sella        | Sacha Modolo       | David Veilleux       |
| 2013 | Kristijan Đurasek     | Filippo Pozzato       | Sacha Modolo       | Simone Ponzi         |
| 2014 | Michael Albasini      | Niccolò Bonifazio     | Elia Viviani       | Simone Ponzi         |
| 2015 | Vincenzo Nibali       | Davide Rebellin       | Vincenzo Nibali    | Vincenzo Nibali      |
| 2016 | Sonny Colbrelli       | Sonny Colbrelli       | Giacomo Nizzolo    | Sonny Colbrelli      |
| 2017 | Alexandre Geniez      | Michael Albasini      | Sonny Colbrelli    | Michael Albasini     |
| 2018 | Toms Skujiņš          | Gianni Moscon         | Sonny Colbrelli    | Toms Skujiņš         |
| 2019 | Primož Roglič         | Aleksandr Ryabushenko | Phil Bauhaus       | Giovanni Visconti    |
| 2020 | No celebrada          | No celebrada          | No celebrada       | Gorka Izagirre       |
| 2021 | Alessandro De Marchi  | Alexey Lutsenko       | Remco Evenepoel    | Alessandro Covi      |
| 2022 | Tadej Pogačar         | Sjoerd Bax            | Davide Ballerini   | Alejandro Valverde   |
| 2023 | Ilan Van Wilder       | Davide Formolo        | Wout van Aert      | Vincenzo Albanese    |
| 2024 | Cancelada             | Marc Hirschi          | Stan Van Tricht    | Bandera de ?         |

## Palmarés por países
| País        | Victorias |
| ----------- | --------- |
| Italia      | 20        |
| España      | 2         |
| Lituania    | 1         |
| Bielorrusia | 1         |
| Canadá      | 1         |
| Suiza       | 1         |
| Letonia     | 1         |

## Estadísticas
| Ciclista             | Victorias |
| -------------------- | --------- |
| Sonny Colbrelli      | 4         |
| Danilo Napolitano    | 3         |
| Sacha Modolo         | 3         |
| Davide Rebellin      | 3         |
| Francesco Casagrande | 2         |
| Stefano Garzelli     | 2         |
| Alessandro Bertolini | 2         |
| Vincenzo Nibali      | 2         |
| Michael Albasini     | 2         |

| Ciclista     | Victorias |
| ------------ | --------- |
| Italia       | 55        |
| Alemania     | 4         |
| Bélgica      | 4         |
| Suiza        | 3         |
| Francia      | 2         |
| Letonia      | 2         |
| Bielorrusia  | 2         |
| Eslovenia    | 2         |
| Reino Unido  | 1         |
| Irlanda      | 1         |
| Canadá       | 1         |
| Croacia      | 1         |
| España       | 1         |
| Kazajistán   | 1         |
| Países Bajos | 1         |